# جورج لويس بير
جورج لويس بير (بالإنجليزية: George Louis Beer)‏ هو مؤرخ أمريكي، ولد في 1872 في جزيرة ستاتن في الولايات المتحدة، وتوفي في 1920 في نيويورك في الولايات المتحدة.